# Filarmónica Nacional de Ucrania

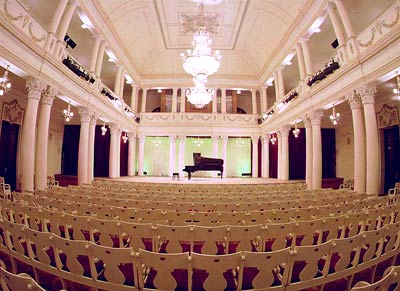
Sala de las Columnas

La Filarmónica Nacional de Ucrania (en ucraniano: Національна Філармонія України), a menudo denominada la Filarmónica de Kiev, es el edificio histórico asociado a las actuaciones musicales de la Sociedad Filarmónica de Kiev desde su creación y promoción por el compositor y director de orquesta ucraniano Mykola Lysenko. Está ubicada en el extremo norte de la avenida Jreshchatyk, en pleno centro de la Kiev, cerca de la plaza Europea y directamente enfrente del Centro Internacional de Convenciones Casa Ucraniana. Junto con la Ópera Nacional de Ucrania, se consideran los dos edificios más destacados de la capital ucraniana para conciertos y actuaciones musicales.
Anteriormente conocido como la Casa del Mercader, este edificio de finales del siglo xix es famoso por sus excepcionales propiedades acústicas que le han valido el apodo de «la maravilla acústica de Kiev». A lo largo de las décadas han pasado por sus dos salas de conciertos célebres compositores rusos, como Serguéi Rajmáninov, Aleksandr Skriabin o Piotr Ilich Chaikovski, como también conocidos cantantes de ópera como Leonid Sóbinov o Fiódor Chaliapin. Desde la década de 1960, está catalogado como monumento histórico de Ucrania.

## Arquitectura
La Filarmónica Nacional es un edificio de ladrillo de dos plantas, obra del arquitecto kievita Vladimir Nikolayev, cuyos rasgos más distintivos son las dos torres de media altura a ambos lados de la fachada y sus aleros recubiertos de metal.
Originalmente, Nikolayev propuso un edificio lacónico de estilo clásico, si bien los futuros inquilinos (la junta de mercaderes) deseaban contar con un edificio «con propiedades mercantiles». Por este motivo, se optó por la arquitectura ecléctica, combinando motivos bizantinos y rusos con elementos modernistas.

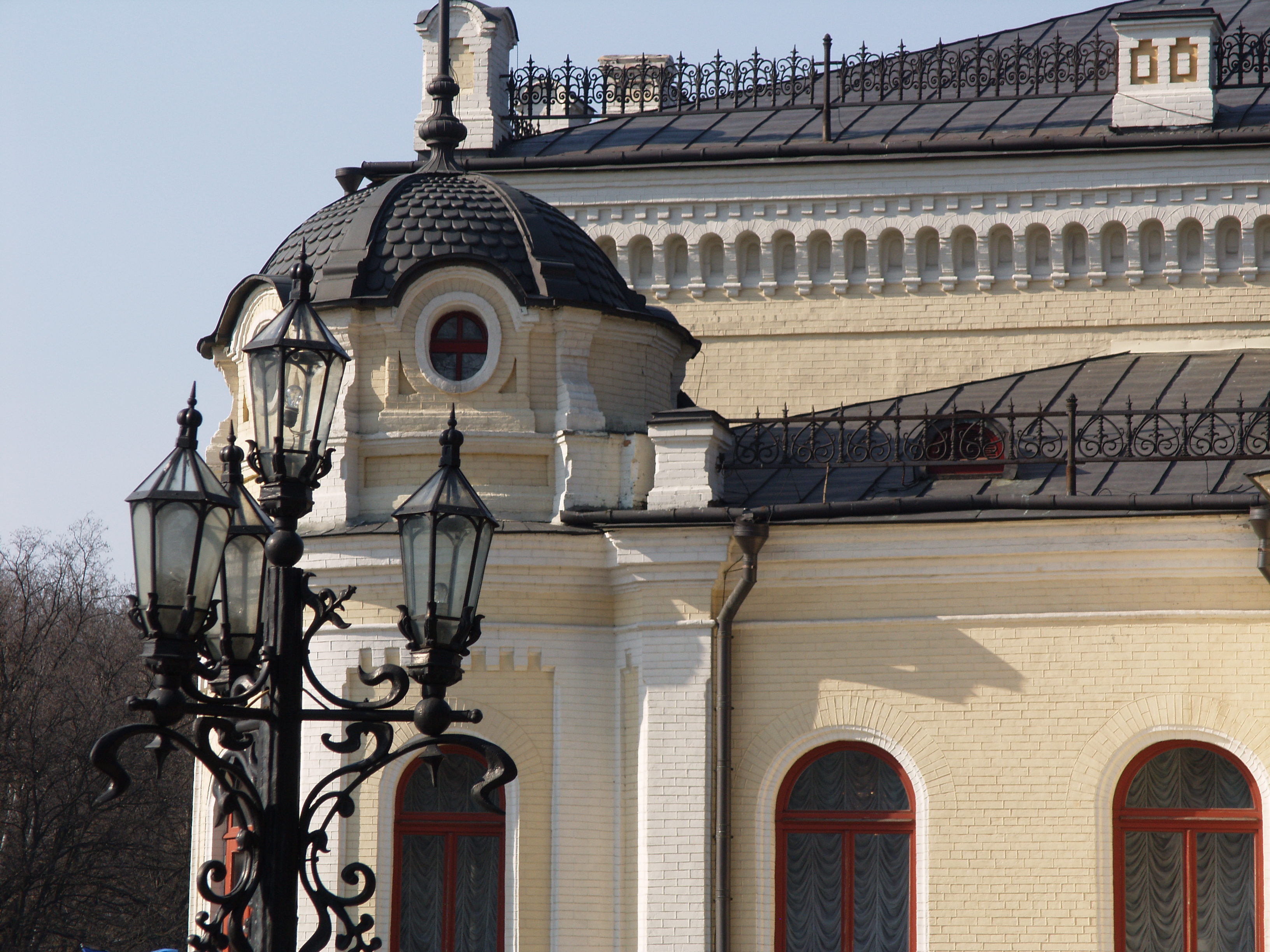
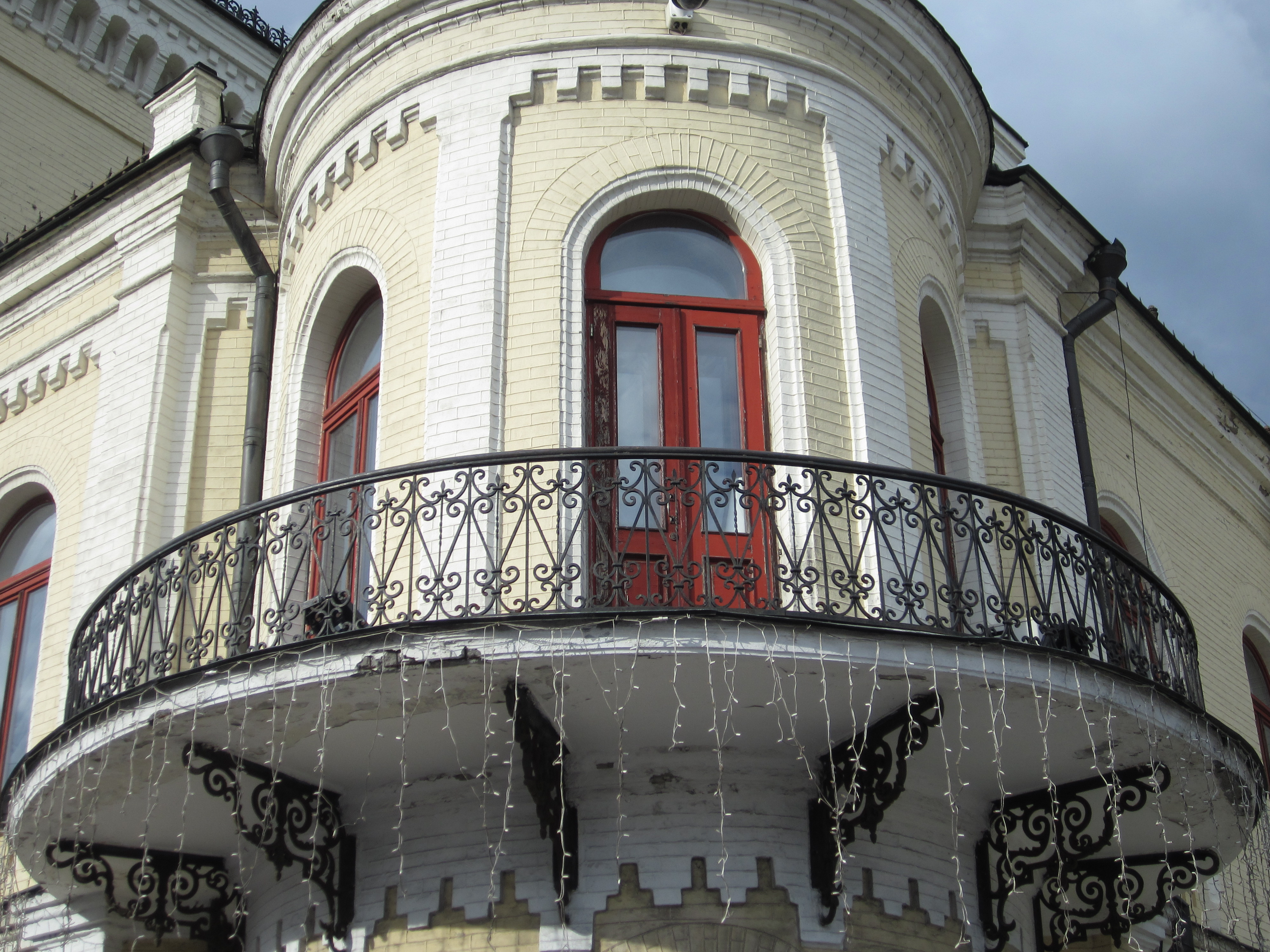
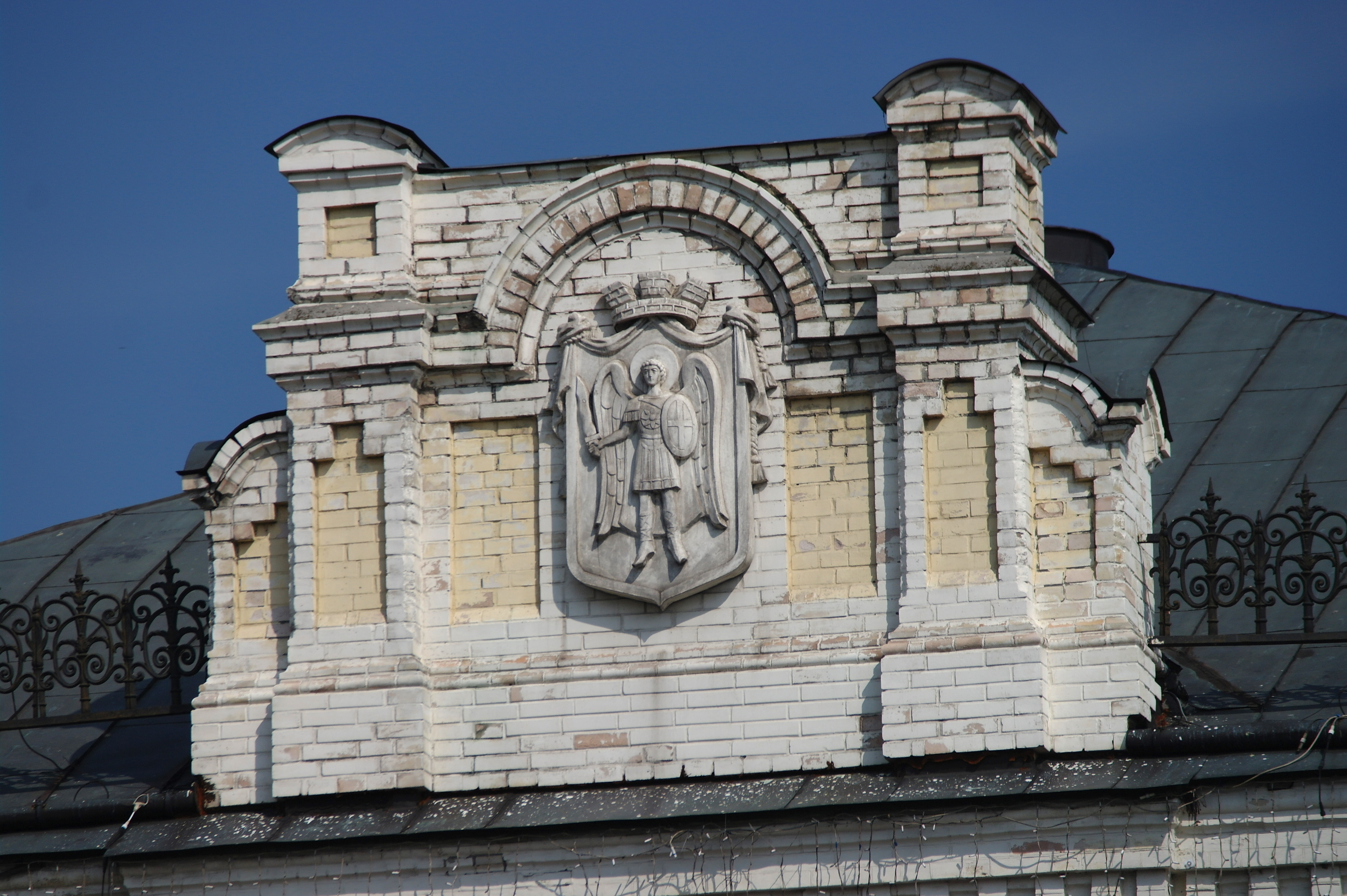

El espacio interior más notable del edificio es el gran salón de baile, con capacidad para 1300 personas, que destaca por sus columnas corintias realizadas en mármol blanco. Conocido por este motivo como Sala de las Columnas, contaba en su día con una entrada independiente.  En el estuco que decora el techo resaltan los adornos de Mercurio, dios romano del comercio, en forma de varas.

## Historia
Para finales del siglo xix, el desarrollo cultural de Kiev —entonces importante centro comercial del suroeste del Imperio ruso— estaba en su apogeo. En 1881, el Consejo de Ancianos de la Asamblea de Mercaderes (o de Comerciantes) de Kiev consiguió el permiso para establecer un área recreativa en la Tsarskaya («plaza del Zar», actualmente la plaza Europea), donde un año después (1882) se erigió la Casa del Mercader. El edificio, construido en tiempo récord para la época, se ubicada en una zona verde y pintoresca conocida como Jardines del Zar (diseñados por Francesco Bartolomeo Rastrelli más de un siglo antes), en las elevaciones que constituyen las orillas del Dniéper, paralelo a la Bajada de San Volodymyr, que se convertiría en ese momento en el Jardín de los Comerciantes.
En los años siguientes, el edificio fue ganando rápidamente el reconocimiento de los residentes de la ciudad hasta convertirse en un centro cultural y lugar de reuniones de la alta sociedad, acogiendo eventos varios, tanto sociales —como los bailes de máscaras, eventos caritativos y noches de lectura— como políticos y científicos (conferencias y mítines). Entre los eventos destacaban las actuaciones musicales, haciéndose cada vez más célebre la excelente acústica de las salas del edificio. Es cuando la Casa del Mercader se convierte en uno de los lugares de moda de la escena musical de la capital ucraniana.
Uno de los asistentes a aquellas noches de música y diversión fue el compositor, pianista y director de orquesta Mykola Lysenko. Como cofundador de la Sociedad Filarmónica de Kiev, el Club Ucraniano de Música y la Escuela Ucraniana de Música, Lysenko fue elegido para presidir el consejo de administración de la Casa del Mercader, conocido como Junta Directiva de los Mercaderes. Durante los años de su presidencia (hasta su muerte en 1912), se dedicó a convertir al edificio en una referencia que atraía a muchos músicos y compositores rusos y europeos, haciendo de Kiev una de las capitales musicales europeas de la época.
Tras la Revolución rusa, el nombre del edificio y sus propósitos, conforme las instituciones que albergaba, cambiarían en varias ocasiones. Primero pasó a denominarse Casa Proletaria del Arte, luego Casa de Educación Política y finalmente Club Bolchevique y Palacio Republicano de los Pioneros. En 1919, la Junta Directiva de los Mercaderes fue disuelta por las autoridades soviéticas y poco después, en 1927, la Sociedad Filarmónica fue trasladada a Járkov, primera capital de la recién establecida República Socialista Soviética de Ucrania. Sin embargo, en 1934, la sociedad volvió a establecerse en Kiev, cuando esta recuperó su estatus de capitalidad también dentro de la RSS de Ucrania. En aquellos años, una gran estatua del Ejército Rojo levantada sobre un alto pedestal de granito se ubicaba cerca de la entrada al edificio. En los años 1950, sería sustituida por un monumento a Stalin.
En esa época, el Jardín de los Comerciantes pasó a denominarse simplemente ‘el complejo de parques sobre el Dniéper’, y en él se erigió un enorme arco de acero que simbolizaba «la hermandad entre los pueblo ruso y ucraniano». Debajo del arco se colocó una agrupación escultórica de bronce (aún existente a día de hoy) de trabajadores ucranianos y rusos, simbolizando «la unificación de dos pueblos». Cerca se encuentra un monumento de granito rojo que conmemora el Tratado de Pereyáslav. 
Durante la Segunda Guerra Mundial, tras la invasión de Ucrania por la Alemania nazi en 1941 (parte de la Operación Barbarroja), la Sociedad Filarmónica dejó de existir y gran parte de sus archivos, de alto valor histórico, fueron destruidos. Durante la ocupación alemana, la antaño Casa del Mercader se convertía en un club de oficiales de las tropas alemanas, razón por la que se salvó de la destrucción que sufrirían otros edificios en sus alrededores. Tras la Batalla de Kiev y la posterior liberación de la ciudad (1944), el edificio volvió a asumir sus actividades bajo una nueva dirección.
En 1962, las autoridades soviéticas concedieron al edificio su primera condición de monumento arquitectónico, con el nombre de la Filarmónica Estatal Mykola Lysenko de Kiev, conmemorando con ello tanto el 120.º aniversario del nacimiento del compositor ucraniano como el 50.º aniversario de su muerte.
A partir de 1980, a raíz de las inundaciones de Kiev que afectaron a muchos de los edificios a orillas del Dniéper, los yacimientos y algunos espacios de la Filarmónica se vieron dañados, y su biblioteca y archivos destruidos (incluido material que había sobrevivido a los destrozos de la ocupación nazi). En los siguientes quince años el edificio se encontraba en la precariedad debido a las dificultades económicas en las que se hallaban las autoridades soviéticas. Solo unos años después de la caída del comunismo, en 1995, se procedió a su restauración, y un año más tarde volvió a abrir sus puertas al público.

### Filarmónica Nacional de Ucrania

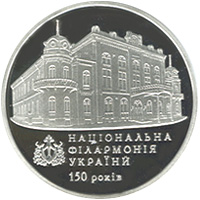
Medallón con la imagen de la Filarmónica Nacional de Ucrania.

En 1994, el recién elegido presidente de Ucrania, Leonid Kuchma, concedió al edificio el estatus de Filarmónica Nacional de Ucrania, mientras que la Sala de las Columnas se quedó con el nombre del compositor (Sala Mykola Lysenko). Si bien debido a la situación económica del país, este nombramiento no fue acompañado por una partida presupuestaria, este gesto propició que a principios de 2000, el gobierno de Japón, a través de su plan de fomento de la cultura nacional de países en todo el mundo, concediera a la filarmónica ucraniana una beca, que sería usada para adquirir un piano de cola de concierto y otros instrumentos de viento y de cuerda para su orquesta sinfónica – la Orquesta Sinfónica de la Filarmónica Nacional de Ucrania.